# Гімнастика на літніх Олімпійських іграх 2016 — кваліфікація
У цій статті представлено подробиці кваліфікації на змагання з гімнастики на літніх Олімпійських іграх 2016 року. Кваліфікація ґрунтувалася на результатах трьох чемпіонатів світу з гімнастики (спортивної, художньої та стрибків на батуті), що відбулися восени 2015 року, та Олімпійських тестових змагань, що відбулися на початку 2016 року на HSBC Arena. Крім того, Міжнародна федерація гімнастики та Тристороння комісія МОК з гімнастики виділяють квоти, щоб забезпечення певний мінімальний рівень представництва. 

## Країни, що кваліфікувались
| Країна                  | Спортивна | Спортивна | Художня       | Художня | Стрибки на батуті | Стрибки на батуті | Загалом |
| Країна                  | Чоловіки  | Жінки     | Індивідуальні | Групові | Чоловіки          | Жінки             | Загалом |
| ----------------------- | --------- | --------- | ------------- | ------- | ----------------- | ----------------- | ------- |
| Алжир (ALG)             | 1         | 1         |               |         |                   |                   | 2       |
| Аргентина (ARG)         | 1         | 1         |               |         |                   |                   | 2       |
| Вірменія (ARM)          | 2         | 1         |               |         |                   |                   | 3       |
| Австралія (AUS)         |           | 1         | 1             |         | 1                 |                   | 3       |
| Австрія (AUT)           |           | 1         |               |         |                   |                   | 1       |
| Азербайджан (AZE)       | 2         |           | 1             |         |                   |                   | 3       |
| Білорусь (BLR)          | 1         | 1         | 2             | 5       | 1                 | 2                 | 12      |
| Бельгія (BEL)           | 1         | 5         |               |         |                   |                   | 6       |
| Бразилія (BRA)          | 5         | 5         | 1             | 5       | 1                 |                   | 17      |
| Болгарія (BUL)          |           |           | 1             | 5       |                   |                   | 6       |
| Канада (CAN)            | 1         | 5         |               |         | 1                 | 1                 | 8       |
| Кабо-Верде (CPV)        |           |           | 1             |         |                   |                   | 1       |
| Чилі (CHI)              | 1         | 1         |               |         |                   |                   | 2       |
| Китай (CHN)             | 5         | 5         | 1             | 5       | 2                 | 2                 | 20      |
| Китайський Тайбей (TPE) | 1         |           |               |         |                   |                   | 1       |
| Колумбія (COL)          | 1         | 1         |               |         |                   |                   | 2       |
| Хорватія (CRO)          | 1         | 1         |               |         |                   |                   | 2       |
| Куба (CUB)              | 2         | 1         |               |         |                   |                   | 3       |
| Кіпр (CYP)              | 1         |           |               |         |                   |                   | 1       |
| Чехія (CZE)             | 1         |           |               |         |                   |                   | 1       |
| Єгипет (EGY)            |           | 1         |               |         |                   |                   | 1       |
| Фінляндія (FIN)         | 1         |           | 1             |         |                   |                   | 2       |
| Франція (FRA)           | 5         | 5         | 1             |         | 1                 | 1                 | 13      |
| Грузія (GEO)            |           |           | 1             |         |                   | 1                 | 2       |
| Німеччина (GER)         | 5         | 5         | 1             | 5       |                   | 1                 | 17      |
| Велика Британія (GBR)   | 5         | 5         |               |         | 1                 | 2                 | 13      |
| Греція (GRE)            | 2         | 1         | 1             | 5       |                   |                   | 9       |
| Гватемала (GUA)         |           | 1         |               |         |                   |                   | 1       |
| Угорщина (HUN)          | 1         | 1         |               |         |                   |                   | 2       |
| Ісландія (ISL)          |           | 1         |               |         |                   |                   | 1       |
| Індія (IND)             |           | 1         |               |         |                   |                   | 1       |
| Ірландія (IRL)          | 1         | 1         |               |         |                   |                   | 2       |
| Ізраїль (ISR)           | 1         |           | 1             | 5       |                   |                   | 7       |
| Італія (ITA)            | 1         | 5         | 1             | 5       |                   |                   | 12      |
| Ямайка (JAM)            |           | 1         |               |         |                   |                   | 1       |
| Японія (JPN)            | 5         | 5         | 1             | 5       | 2                 | 1                 | 19      |
| Казахстан (KAZ)         |           |           | 1             |         | 1                 |                   | 2       |
| Литва (LTU)             | 1         |           |               |         |                   |                   | 1       |
| Мексика (MEX)           | 1         | 1         |               |         |                   |                   | 2       |
| Монако (MON)            | 1         |           |               |         |                   |                   | 1       |
| Нідерланди (NED)        | 5         | 5         |               |         |                   |                   | 10      |
| Нова Зеландія (NZL)     | 1         | 1         |               |         | 1                 |                   | 3       |
| Північна Корея (PRK)    | 1         | 1         |               |         |                   |                   | 2       |
| Норвегія (NOR)          | 1         |           |               |         |                   |                   | 1       |
| Панама (PAN)            |           | 1         |               |         |                   |                   | 1       |
| Перу (PER)              |           | 1         |               |         |                   |                   | 1       |
| Польща (POL)            |           | 1         |               |         |                   |                   | 1       |
| Португалія (POR)        |           | 1         |               |         | 1                 | 1                 | 3       |
| Румунія (ROU)           | 2         | 1         | 1             |         |                   |                   | 4       |
| Росія (RUS)             | 5         | 5         | 2             | 5       | 2                 | 1                 | 20      |
| Словаччина (SVK)        |           | 1         |               |         |                   |                   | 1       |
| Словенія (SLO)          |           | 1         |               |         |                   |                   | 1       |
| ПАР (RSA)               | 1         |           |               |         |                   |                   | 1       |
| Південна Корея (KOR)    | 5         | 1         | 1             |         |                   |                   | 7       |
| Іспанія (ESP)           | 2         | 1         | 1             | 5       |                   |                   | 9       |
| Швеція (SWE)            |           | 1         |               |         |                   |                   | 1       |
| Швейцарія (SUI)         | 5         | 1         |               |         |                   |                   | 6       |
| Тринідад і Тобаго (TRI) |           | 1         |               |         |                   |                   | 1       |
| Туреччина (TUR)         | 1         | 1         |               |         |                   |                   | 2       |
| Україна (UKR)           | 5         | 1         | 1             | 5       |                   | 1                 | 13      |
| США (USA)               | 5         | 5         | 1             | 5       | 1                 | 1                 | 18      |
| Узбекистан (UZB)        | 1         | 1         | 1             | 5       |                   | 1                 | 9       |
| Венесуела (VEN)         |           | 1         |               |         |                   |                   | 1       |
| В'єтнам (VIE)           | 1         | 1         |               |         |                   |                   | 2       |
| Загалом: 62 НОК         | 98        | 98        | 26            | 70      | 16                | 16                | 324     |

* У змаганнях зі спортивної гімнастики країни, що виставляють п'ять спортсменів, можуть також брати участь у командних змаганнях.

## Розклад
| Змагання                                      | Строки                       | Місце          |
| --------------------------------------------- | ---------------------------- | -------------- |
| Чемпіонат світу з художньої гімнастики 2015   | 7–15 вересня 2015            | Штутгарт       |
| Чемпіонат світу зі спортивної гімнастики 2015 | 23 жовтня – 1 листопада 2015 | Глазго         |
| Чемпіонат світу зі стрибків на батуті 2015    | 25–28 листопада 2015         | Оденсе         |
| Олімпійський тестовий турнір                  | 16–22 квітня 2016            | Ріо-де-Жанейро |

## Спортивна гімнастика

### Чоловічі змагання
| Дисципліна | Критерій                                                    | Гімнаст, що кваліфікувався |
| --- | ----------------------------------------------------------- | --- |
| Команди з п'яти гімнастів |                                                             | |
| Чемпіонат світу | Команди, що посіли 1–8 місця                                | Японія (JPN) Велика Британія (GBR) Китай (CHN) Росія (RUS) США (USA) Швейцарія (SUI) Південна Корея (KOR) Бразилія (BRA) |
| Олімпійський тестовий турнір (команди, що посіли 9–16 місця на Чемпіонаті світу, кваліфікувались на Олімпійський тестовий турнір) | Команди, що посіли 1–4 місця                                | Німеччина (GER) Україна (UKR) Нідерланди (NED) Франція (FRA) |
| Загалом | Загалом                                                     | 12 (60 гімнастів) |
| Індивідуальні |                                                             | |
| Чемпіонат світу (медалісти в окремих вправах)                                                                                     | Вільні вправи                                               | Райдейлей Сапата (ESP) |
| Чемпіонат світу (медалісти в окремих вправах)                                                                                     | Опорний стрибок                                             | Рі Сегван (PRK) Маріан Драгулеску (ROU) |
| Чемпіонат світу (медалісти в окремих вправах)                                                                                     | Кінь                                                        | Арутюн Мердинян (ARM) |
| Чемпіонат світу (медалісти в окремих вправах)                                                                                     | Кільця                                                      | Елефтеріос Петруніас (GRE) |
| Чемпіонат світу (медалісти в окремих вправах)                                                                                     | Паралельні бруси                                            | Степко Олег Сергійович (AZE) |
| Чемпіонат світу (медалісти в окремих вправах)                                                                                     | Перекладина                                                 | Манріке Лардует (CUB) |
| Резервні квоти | Країна-господарка                                           | Країна-господарка кваліфікувалась вище |
| Резервні квоти | Запрошення тристоронньої комісії                            | Кевін Кроветто (MON) |
| Резервні квоти | Африка                                                      | Мохамед Абдельджаліль Бург'єг (ALG) |
| Олімпійський тестовий турнір | Квоти в індивідуальній абсолютній першості (макс. 1 на НОК) | Андрей Мунтян (ROU)* Нестор Абад (ESP)* Денніс Госсенс (BEL)* Скотт Морган (CAN)* Хоссімар Кальво (COL)** Даніель Корраль (MEX)** Андрій Ліховицький (BLR) Олександр Шатілов (ISR) Ферхат Арікан (TUR) Артур Давтян (ARM) Ренді Леру (CUB) Філіп Уде (CRO) Пахнюк Петро Володимирович (AZE) Фокін Антон Вікторович (UZB) Карл Оскар Кірмес (FIN) Людовіко Едаллі (ITA) Стіан Ск'єрахауг (NOR) Девід Йєссен (CZE) Роберт Творогал (LTU) Фам Фуок Хинг (VIE) Маріос Георгіу (CYP) Кіран Біен (IRL) Власіос Марас (GRE) Густаво Сімонш (POR) Михайло Кудінов (NZL) Раян Паттерсон (RSA) Томас Гонсалес (CHI) Від Хідвегі (HUN)** Лі Чхіхкай (TPE) Ніколас Кордоба (ARG) |
| Загалом | Загалом                                                     | 98 |

* НОК вибирає будь-якого гімнаста з команди

** НОК вибирає одного з двох гімнастів

### Жіночі змагання
| Дисципліна | Критерій                                                    | Гімнастка, що кваліфікувалася |
| --- | ----------------------------------------------------------- | --- |
| Команди з п'яти гімнасток |                                                             | |
| Чемпіонат світу | Команди, що посіли 1–8 місця                                | США (USA) Китай (CHN) Велика Британія (GBR) Росія (RUS) Японія (JPN) Канада (CAN) Італія (ITA) Нідерланди (NED) |
| Олімпійський тестовий турнір (команди, що посіли 9–16 місця на Чемпіонаті світу, кваліфікувались на Олімпійський тестовий турнір) | Команди, що посіли 1–4 місця                                | Бразилія (BRA) Німеччина (GER) Бельгія (BEL) Франція (FRA) |
| Загалом | Загалом                                                     | 12 (60 гімнасток) |
| Індивідуальні |                                                             | |
| Чемпіонати світу (медалістки в окремих вправах)                                                                                   | Вільні вправи                                               | Всі медалісти кваліфікувались вище |
| Чемпіонати світу (медалістки в окремих вправах)                                                                                   | Опорний стрибок                                             | Хон Унчон (PRK) |
| Чемпіонати світу (медалістки в окремих вправах)                                                                                   | Різновисокі бруси                                           | Всі медалісти кваліфікувались вище |
| Чемпіонати світу (медалістки в окремих вправах)                                                                                   | Колода                                                      | Всі медалісти кваліфікувались вище |
| Резервні квоти | Країна-господарка                                           | Країна-господарка кваліфікувалась вище |
| Резервні квоти | Запрошення тристоронньої комісії                            | Ісабелья Амадо (PAN) |
| Резервні квоти | Африка                                                      | Фарах Буфаден (ALG) Клаудія Каммінс (RSA) Шеріне Ель-Зейні (EGY) |
| Олімпійський тестовий турнір | Квоти в індивідуальній абсолютній першості (макс. 1 на НОК) | Ларрісса Міллер (AUS)* Джулія Штайнгрубер (SUI)* Кетеліна Понор (ROU)* Лі Юн Чу (KOR)* Ана Софія Гомес (GUA) Джессіка Лопес (VEN) Василікі Міллусі (GRE)** Софія Ковач (HUN)** Ана Перес (ESP)** Кисла Ангеліна Анатоліївна (UKR) Алекса Морено (MEX)** Марсія Відо (CUB) Ана Філіпа Мартінс (POR) Катажина Юрковська-Ковальська (POL)** Ліза Еккер (AUT) Тоні-Енн Вільямс (JAM) Ірина Сазонова (ISL) Фан Тхі Ха Тхань (VIE) Діпа Кармакар (IND) Барбора Мокосова (SVK) Кортні Макгрегор (NZL) Чусовітіна Оксана Олександрівна (UZB) Урі Гебешян (ARM) Аріана Оррего (PER) Сімона Кастро (CHI) Тея Белак (SLO) Тутя Їлмаз (TUR) Емма Ларссон (SWE) Маріса Дік (TTO) Ана Джерек (CRO) Каталіна Ескобар (COL) Кайлі Діксон (BLR) Елліс О'Райлі (IRL) Айлен Валенте (ARG) |
| Загалом | Загалом                                                     | 98 |

* НОК вибирає будь-якого гімнаста з команди

** НОК вибирає одного з двох гімнастів

## Художня гімнастика

### Особиста абсолютна першість
| Дисципліна | Критерій                                    | НОК, що кваліфікувався |
| --- | ------------------------------------------- | --- |
| Чемпіонат світу | Посіли 1–15 місця (макс. 2 на НОК)          | Росія (RUS) Росія (RUS) Білорусь (BLR) Грузія (GEO) Україна (UKR) Азербайджан (AZE) Ізраїль (ISR) США (USA) Іспанія (ESP) Болгарія (BUL) Південна Корея (KOR) Франція (FRA) Білорусь (BLR) Греція (GRE) Японія (JPN) |
| Олімпійський тестовий турнір (26 учасниць, в тому числі НОК, що посіли 16-24 місця і 13 найкращих гімнасток, що не потрапили до фіналу в абсолютній першості на чемпіонаті світу) | Посіли перші 8 місць (макс. 1 на НОК)       | Казахстан (KAZ) Австрія (AUT) Італія (ITA) Фінляндія (FIN) Узбекистан (UZB) Румунія (ROU) Китай (CHN) Німеччина (GER)                                                                                                |
| Запрошення виконавчого комітету FIG | Країна-господарка                           | Бразилія (BRA) |
| Запрошення виконавчого комітету FIG | Континенти, що не кваліфікувались (1 місце) | Австралія (AUS) |
| Запрошення виконавчого комітету FIG | Тристороння комісія (1 місце)               | Кабо-Верде (CPV) |
| Загалом | Загалом                                     | 26 |

### Групові вправи
| Дисципліна                                                                                      | Критерій                                                    | Команда, що кваліфікувалась |
| ----------------------------------------------------------------------------------------------- | ----------------------------------------------------------- | --- |
| Чемпіонат світу                                                                                 | Посіли 1-10 місця в абсолютній першості (мін. 3 континенти) | Росія (RUS) Болгарія (BUL) Іспанія (ESP) Італія (ITA) Японія (JPN) Ізраїль (ISR) Білорусь (BLR) Китай (CHN) Україна (UKR) США (USA) |
| Олімпійський тестовий турнір (команди, що посіли 11-16 на чемпіонаті світу і країна-господарка) | Посіли перші 3 місця                                        | Німеччина (GER) Узбекистан (UZB) Греція (GRE)                                                                                       |
| Запрошення виконавчого комітету FIG                                                             | Країна-господарка                                           | Бразилія (BRA) |
| Загалом                                                                                         | Загалом                                                     | 14 |

## Стрибки на батуті

### Чоловічі змагання
| Дисципліна                                  | Критерій                              | НОК, що кваліфікувався                                                                                            |
| ------------------------------------------- | ------------------------------------- | --- |
| Чемпіонат світу                             | Посіли перші 8 місць (макс. 2 на НОК) | Китай (CHN) Білорусь (BLR) Росія (RUS) Японія (JPN) Росія (RUS) Франція (FRA) Китай (CHN) Японія (JPN)            |
| Олімпійський тестовий турнір (16 учасників) | Посіли перші 7 місць (макс. 1 на НОК) | Нова Зеландія (NZL) Португалія (POR) США (USA) Велика Британія (GBR) Австралія (AUS) Канада (CAN) Казахстан (KAZ) |
| Запрошення виконавчого комітету FIG         | Країна-господарка і кожен континент   | Бразилія (BRA) |
| Запрошення виконавчого комітету FIG         | Запрошення тристоронньої комісії      | — |
| Загалом                                     | Загалом                               | 16 |

### Жіночі змагання
| Дисципліна                                     | Критерій                              | НОК, що кваліфікувався |
| ---------------------------------------------- | ------------------------------------- | --- |
| Чемпіонат світу                                | Посіли перші 8 місць (макс. 2 на НОК) | Китай (CHN) Китай (CHN) Білорусь (BLR) Канада (CAN) Велика Британія (GBR) Білорусь (BLR) Велика Британія (GBR) Грузія (GEO) |
| Олімпійський тестовий турнір (16 participants) | Посіли перші 8 місць (макс. 1 на НОК) | Росія (RUS) Україна (UKR) Японія (JPN) Узбекистан (UZB) Німеччина (GER) Португалія (POR) США (USA) Франція (FRA)            |
| Запрошення виконавчого комітету FIG            | Країна-господарка і кожен континент   | — |
| Запрошення виконавчого комітету FIG            | Запрошення тристоронньої комісії      | — |
| Загалом                                        | Загалом                               | 16 |